# Sierra Leone ai Giochi della XIX Olimpiade
La Sierra Leone partecipò per la prima volta nella sua storia ai Giochi olimpici nel 1968 in occasione delle XIX Olimpiadi, svoltesi a Città del Messico dal 12 al 27 ottobre. La rappresentativa fu composta da tre atleti impegnati in due discipline: atletica leggera e pugilato. Non fu conquistata nessuna medaglia